# Нашуа (Нью-Гэмпшир)
На́шуа (англ. Nashua) — город в округе Хилсборо, штат Нью-Гэмпшир, США. По данным переписи 2010 года, население города составляет 86 494 человека, что делает его вторым по численности населения в Нью-Гэмпшире после Манчестера.
Нашуа был дважды удостоен звания «Лучшее место для жизни в Америке» журналом «Money». Это единственный город, который получил это звание дважды в 1987 году и 1997 году. В 2007 году город занял 27 место по рейтингу компании Morgan Quitno «Безопасные города в стране».

## География
Согласно бюро переписи населения США, общая площадь города 82,4 км², из которых 80,0 км² — земля, и 2,3 км² (2,98 %) вода. На восточной границе города протекает река Мерримак. Самая высокая точка города — холм в южной части города, его высота равняется 127 м над уровнем моря.

### Климат
| Показатель                    | Янв. | Фев. | Март | Апр. | Май | Июнь | Июль | Авг. | Сен. | Окт. | Нояб. | Дек. | Год  |
| ----------------------------- | ---- | ---- | ---- | ---- | --- | ---- | ---- | ---- | ---- | ---- | ----- | ---- | ---- |
| Средний суточный максимум, °C | -    | 1    | 7    | 13   | 20  | 25   | 28   | 26   | 22   | 16   | 9     | 2    | 14   |
| Средняя температура, °C       | −5   | −4   | 1    | 7    | 13  | 18   | 21   | 20   | 15   | 9    | 3     | −3   | 8    |
| Средний суточный минимум, °C  | −12  | −11  | −5   | -    | 6   | 11   | 14   | 13   | 8    | 2    | −2    | −8   | 1    |
| Норма осадков, мм             | 80   | 80   | 90   | 90   | 80  | 90   | 80   | 80   | 80   | 90   | 110   | 100  | 1090 |
| Источник: Weatherbase         |      |      |      |      |     |      |      |      |      |      |       |      |      |

## Известные уроженцы и жители
- Джадд Грегг — американский политик, сенатор США от штата Нью-Гемпшир
- Аманда Ли Мур — американская актриса и поп-певица
- Triple H — рестлер
- Рэнди Харрисон — актёр
- Эмерсон, Бенджамин Кендалл  (1843—1932) — американский геолог и петрограф.